# Dušan Vujatović
Dušan Vujatović, bosansko-hercegovski general, * 8. avgust 1920, † 28. december 2010.

## Življenjepis
Leta 1941 je vstopil v NOVJ in naslednje leto še v KPJ. Med vojno je bil politični komisar več enot, nazadnje 1. bosansko-hercegovske brigade KNOJ.
Po vojni je bil politični komisar in poveljnik divizije, načelnik uprave v SSNO, pomočnik zveznega sekretarja za ljudsko obrambo,...